# Ingeborg Körner
Pour les articles homonymes, voir Körner.
Ingeborg Maria Christel Körner (née le 27 juillet 1929 à Keetmanshoop) est une actrice allemande.

## Biographie
Ingeborg Körner est la fille d'Oskar Körner, capitaine de la colonie allemande du Sud-Ouest africain. Après avoir été dans une école de ballet et pris des cours de théâtre auprès de Fritz Wagner au Deutsches Schauspielhaus de Hambourg et auprès de Herma Clement à Berlin, elle commence à travailler au Thalia Theater de Hambourg en 1949.
En 1951, elle passe à la comédie à Berlin et fait des apparitions au Kammerspiele de Munich. Ses rôles sur scène incluent Atlanta dans Das Haus in Montevideo de Curt Goetz et la reine dans l'opérette Der Kurier der Königin de Nico Dostal.
À partir de 1949, elle apparaît au cinéma, d'abord dans de petits rôles. En 1951, elle incarne l'une des filles du professeur Traugott Nägler, joué par Curt Goetz, dans la version cinématographique La Maison de Montevideo, réalisé par l'auteur. En 1955, elle reprend son dernier rôle au cinéma dans Ein Herz bleibt allein. Körner, mariée au metteur en scène de théâtre Hans Wölffer, n'est apparaît ensuite que dans quelques productions télévisées.
Ingeborg Körner fait l'une de ses dernières apparitions publiques le 23 juillet 2004 lors des funérailles d'Inge Meysel.

## Filmographie
- 1949 : Des invités dangereux (de)
- 1950 : Absender unbekannt (de)
- 1950 : Des Lebens Überfluß (de)
- 1951 : La Maison de Montevideo
- 1952 : Toxi (de)
- 1953 : La Rose de Stamboul
- 1953 : Ne craignez pas les grosses bêtes
- 1953 : Quand la musique du village joue
- 1954 : Das ideale Brautpaar
- 1955 : Premiere im Metropol (TV)
- 1955 : Ein Herz bleibt allein (de) / Mein Leopold
- 1955 : Bezauberndes Fräulein (TV)
- 1956 : Fräulein Blaubart (TV)
- 1959 : Neues aus dem sechsten Stock (TV)
- 1959 : Der Andere (de) (TV)
- 1960 : Die Zeit und die Conways (TV)
- 1963 : Stadtpark (TV)
- 1973 : Lokaltermin:  Die Brosche (série télévisée)
- 1983 : Mensch, Teufel noch mal (TV)
- 1985 : Ein besserer Herr (TV)

## Source de traduction
- (de) Cet article est partiellement ou en totalité issu de l’article de Wikipédia en allemand intitulé « Ingeborg Körner » (voir la liste des auteurs).

1. ↑  (de) Barbara Jänichen, « Theater-Clan Wölffer feiert Jubiläum und Wachablösung », sur Die Welt, 2004 (consulté le 1er février 2022)